# Vicente Villanueva (futbolista)
José Vicente Villanueva Noriega (Lima, 20 de septiembre de 1924 - 24 de marzo de 2014) fue un futbolista peruano que se desempeñaba como delantero, específicamente como interior derecho. 
Villanueva fue un delantero eficaz, poseedor de un gran regate y precisión para definir. Fue goleador del torneo peruano en 1954 y también campeón de la Primera División del Perú en 1956.
En vida recibió diversos homenajes, como en la celebración de sus Bodas de Oro y el reconocimiento de la "Asociación Fuerza Cristal" como un referente histórico del equipo. Falleció el 24 de marzo de 2014, en el distrito del Rimac.

## Trayectoria
Se inició en los juveniles del Club Ciclista Lima en 1941, debutó en el Alfonso Ugarte de Chiclin en 1942, en 1945 llegaría al Club Sporting Tabaco.
Villanueva además de ser futbolista del club era trabajador del Estanco de Tabaco. Fue uno de los referentes del conjunto tabaquero en donde formó un recordado equipo junto a figuras como Rafael Asca, Adolfo Donayre, Germán Colunga, Alfredo Cavero, Alberto del Solar y Faustino Delgado que lograron el subtítulo del fútbol peruano en 1954, año en el que Villanueva fue goleador del torneo.
Vivió la transición al Sporting Cristal donde campeonó en 1956, Villanueva anotó un gol durante esa campaña, fue al Atlético Chalaco en la victoria de su equipo 2-1; jugó hasta 1957 en el cuadro bajopontino y pasó al retiro.

## Clubes
| Club                      | País | Año         |
| ------------------------- | ---- | ----------- |
| Alfonso Ugarte de Chiclin | Perú | 1942        |
| Club Ciclista Lima        | Perú | 1943 - 1944 |
| Sporting Tabaco           | Perú | 1945 - 1955 |
| Sporting Cristal          | Perú | 1956 - 1957 |
| Defensor Arica            | Perú | 1958        |

## Palmarés

### Campeonatos nacionales
| Título                    | Club             | País | Año  |
| ------------------------- | ---------------- | ---- | ---- |
| Primera División del Perú | Sporting Cristal | Perú | 1956 |

### Distinciones individuales
| Distinción                                          | Año  |
| --------------------------------------------------- | ---- |
| Goleador de la Primera División del Perú (14 goles) | 1954 |